# Якість трудового життя
Я́кість трудово́го життя́ — категорія, яка характеризує умови трудової діяльності через оцінку ступеня їх відповідності потребам суб'єктів соціально-трудових відносин.

## Умови високої якості трудового життя
1. Робота повинна бути цікавою та змістовною
2. Працівники повинні отримувати справедливу винагороду за працю та за оцінку їх особистих якостей
3. Контроль із боку керівництва повинен бути мінімальним, але проводитись завжди, коли у ньому є потреба
4. Працівники можуть брати участь у прийнятті рішень, які належать до їх рівня компетентності
5. Необхідно забезпечувати гарантованість роботи та розвиток комфортних взаємовідносин з колегами
6. Робоче місце повинно відповідати санітарно-гігієнічним нормам
7. Забезпеченість засобами побутового та медичного обслуговування

## Необхідність визначення якості трудового життя
По-перше, виділення резервів поліпшення якості трудового життя, а також їх причин на індивідуальному рівні сприятиме
удосконаленню кадрової політики підприємства, яка має забезпечувати, з одного боку, формування «зрілості» найманих працівників, а з іншого — відповідність рівня «зрілості» умовам трудової діяльності в організації та її результатам.
По-друге, врахування ще й суб'єктивних очікувань роботодавців (рівень підприємства) сприятиме гармонійному поєднанню, знаходженню компромісу між кадровою і загальною політикою організації, що дозволить отримати високі фінансово-економічні результати на основі забезпечення високої якості трудового життя найманих працівників.
По-третє, як відомо, механізм взаємодії лише роботодавців і найманих працівників може призводити до ряду проблем в соціально-трудовій сфері (страйки, мітинги, безробіття, бідність тощо), тому необхідним є втручання держави, соціально-економічна політика якої має орієнтуватися на формування високої якості трудового життя своїх громадян. При цьому суперечність між загальною політикою організацій (суб'єктів господарювання) і соціально-економічною політикою держави потрібно звести до мінімуму, щоб забезпечити «прозорість» відносин між суб'єктами соціально-трудових відносин.

## Роль у житті людини
Якість трудового життя як основний компонент якості життя є вагомим чинником людського розвитку. Рівень якості трудового життя віддзеркалює соціально-економічні, організаційні аспекти трудової діяльності, від ступеня розвитку яких залежать продуктивні здібності персоналу, фізичні, емоційні, інтелектуальні, соціальні, творчі можливості суспільства.
Якість трудового життя у кількісному вимірі об'єднує комплекс показників, що характеризують задоволеність людини рівнем реалізації потреб, здібностей у праці, які співвідносяться з прийнятими стандартами у суспільстві, ресурсними можливостями підприємства, держави.
Реалізація більшості з цих умов сприяє стабільності, ефективності та продуктивності праці персоналу підприємства.